# Alberto Maccari
Alberto Maccari (Parrano, 4 gennaio 1947) è un giornalista italiano.

## Biografia
Intraprende la carriera di giornalista al Fiorino, quotidiano economico-finanziario di Roma non più in attività, dove sarà anche caporedattore centrale.
È stato vicedirettore del Tg1 dal 1994 al 2007 e di Rai Parlamento dal 2007 al 2009.
Il 1º ottobre 2009 il Consiglio di Amministrazione della RAI lo nomina direttore della TGR con condirettore Alessandro Casarin.
Il 30 luglio 2010 viene nominato ad interim direttore della testata Rai Parlamento, succedendo a Giuliana Del Bufalo. Manterrà l'incarico fino al 28 settembre 2011 fino alla nomina a direttore di Gianni Scipione Rossi alla guida della testata.

### Direzione TG1
Il 13 dicembre 2011 il Consiglio di amministrazione della RAI decide la rimozione del direttore del TG1 Augusto Minzolini con il voto determinante del presidente Paolo Garimberti, attribuendo ad interim la carica a Maccari.
Su proposta del Direttore generale Lorenza Lei, il CdA dell'azienda il 31 gennaio 2012 ha confermato Maccari alla direzione del TG1 fino al 31 dicembre 2012. La sua nomina e quella di Alessandro Casarin alla TGR, per sostituire lo stesso Maccari, hanno creato una frattura nel Consiglio: i membri in quota all'area politica di centro-destra erano favorevoli alle nomine, mentre i membri in quota al centro-sinistra ed all'area cattolica unitamente al Presidente RAI Paolo Garimberti, erano contrari. Il giorno stesso della nomina, si è dimesso il consigliere Nino Rizzo Nervo, membro in quota PD..
Il 29 novembre 2012 Maccari viene sostituito da Mario Orfeo.